# Lily Rabe
Lily Rabe (New York, 29 juni 1982) is een Amerikaans actrice. Ze is het bekendst om haar rollen in American Horror Story.
Zij maakte in 2001 haar film- en acteerdebuut als Tess in de romantische komedie Never Again. Rabe speelde sinds haar debuut in verschillende andere films en had daarnaast enkele eenmalige gastrollen in televisieseries, zoals Law & Order: Criminal Intent en Nip/Tuck. In 2008 was ze als Joanna Wheeler in twee afleveringen van Medium te zien. In 2012, 2013, 2016 en 2021 speelde ze een hoofdrol in respectievelijk het tweede, derde, zesde en tiende seizoen van de horrorserie American Horror Story, in 2011, 2018 en 2019 had ze een bijrol.
Rabe is een dochter van toneel- en scriptschrijver David Rabe en actrice Jill Clayburgh.

## Filmografie
- The Tender Bar (2021)
- Fractured (2019)
- Vice (2018)
- The Wizard of Lies (2017)
- Miss Stevens (2016)
- The Veil (2016)
- Exit Strategy (2015, televisiefilm)
- Pawn Sacrifice (2014)
- Redemption Trail (2013)
- Aftermath (2013)
- Letters from the Big Man (2011)
- All Good Things (2010)
- Weakness (2010)
- Last of the Ninth (2009)
- The Toe Tactic (2008)
- What Just Happened (2008)
- No Reservations (2007)
- A Crime (2006)
- Mona Lisa Smile (2003)
- Never Again (2001)

## Televisieseries
*Exclusief eenmalige verschijningen
- Medium (2008, twee afleveringen)
- American Horror Story (2011-2021, hoofdrol)
- The Good Wife (2011-2015, drie afleveringen)
- The Whispers (2015, hoofdrol)
- The Undoing (2020, zes afleveringen)
- Tell me your secrets (2021, hoofdrol)
- The First Lady (2022)
- Love & Death (2022)

- Biblioteca Nacional de España: XX5622880
- Bibliothèque nationale de France: cb171368190 (data)
- International Standard Name Identifier: 0000 0000 7706 7888
- Library of Congress Control Number: no2010018763
- Nationale Bibliotheek van Israël: 987007411862505171
- Système universitaire de documentation: 241991978
- Virtual International Authority File: 107385846
- WorldCat: E39PBJgmKhxHMhqJH6QfmcT8md